# San Bernardo (Los Silos)
San Bernardo es una de las entidades de población que conforman el municipio de Los Silos, en la isla de Tenerife —Canarias, España—.

## Características
El poblamiento, muy concentrado, ocupa las faldas de la Montaña de Taco, al dejar las mejores tierras para el cultivo de la platanera. Es un barrio en gran parte de autoconstrucción, sobre todo en la zona más alta, en plena montaña.
San Bernardo se encuentra urbanísticamente unido al barrio de Las Canteras, del municipio limítrofe de Buenavista del Norte.

## Demografía
| Año        | 2000  | 2001  | 2002  | 2003  | 2004  | 2005  | 2006  | 2007  | 2008  | 2009  | 2010  | 2011  | 2012  | 2013  | 2014 |
| ---------- | ----- | ----- | ----- | ----- | ----- | ----- | ----- | ----- | ----- | ----- | ----- | ----- | ----- | ----- | ---- |
| Habitantes | 1.060 | 1.127 | 1.106 | 1.113 | 1.106 | 1.079 | 1.105 | 1.100 | 1.080 | 1.058 | 1.052 | 1.046 | 1.007 | 1.002 | 997  |

## Comunicaciones
Al barrio se accede a través de la carretera general TF-42 que conecta Icod de los Vinos con Buenavista del Norte.

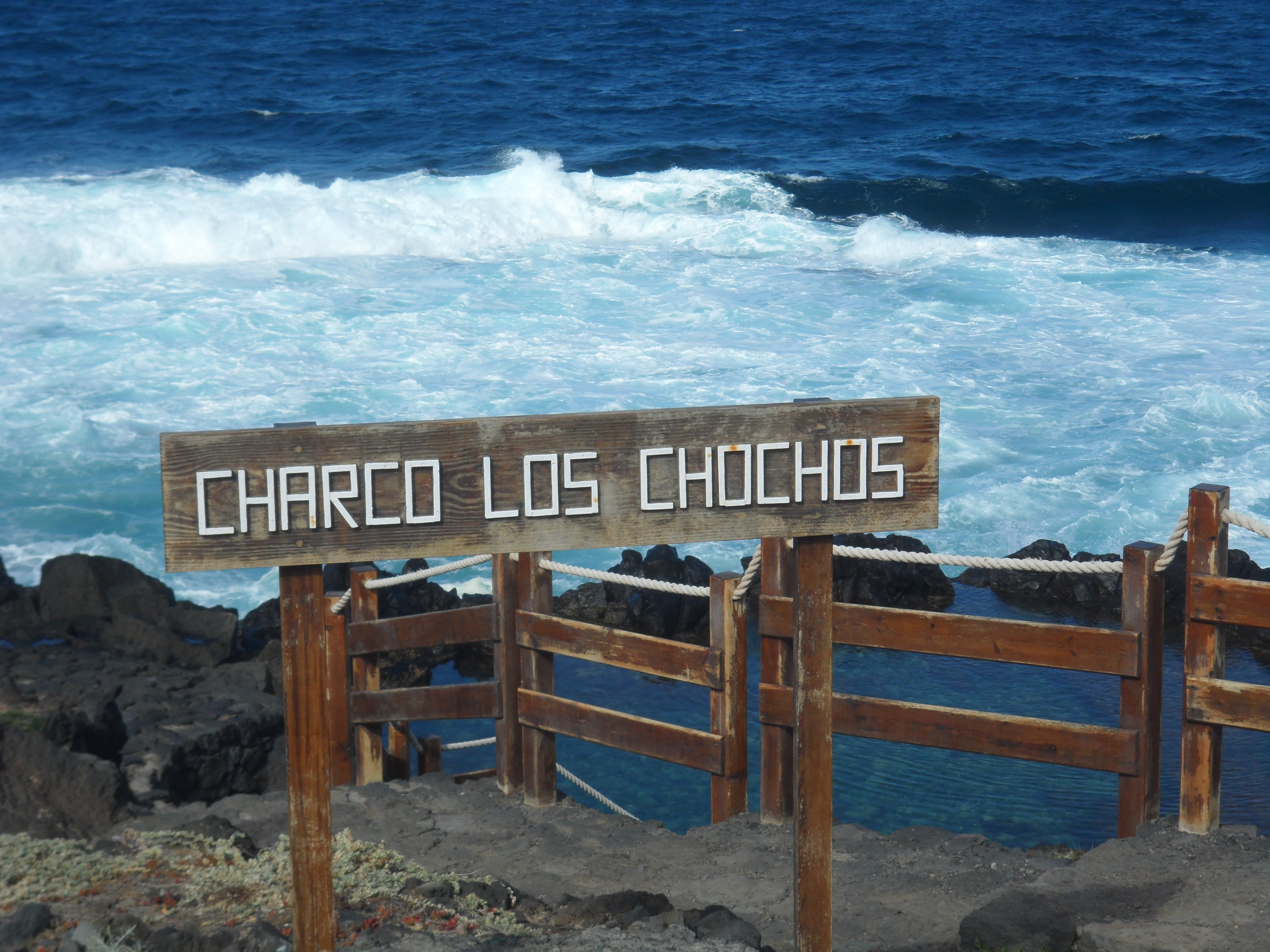
Cartel del Charco Los Chochos.

### Transporte público
En autobús —guagua— queda conectado mediante la siguiente línea de TITSA:
| Línea | Trayecto                                                         | Recorrido     |
| ----- | ---------------------------------------------------------------- | ------------- |
| 363   | Puerto de la Cruz - Buenavista del Norte (por Icod de los Vinos) | Horario/Línea |

## Lugares de interés
- Playa del Charco de la Araña
- Charco Don Gabino
- Charco Los Chochos
- Cementerio de Los Silos

## Galería

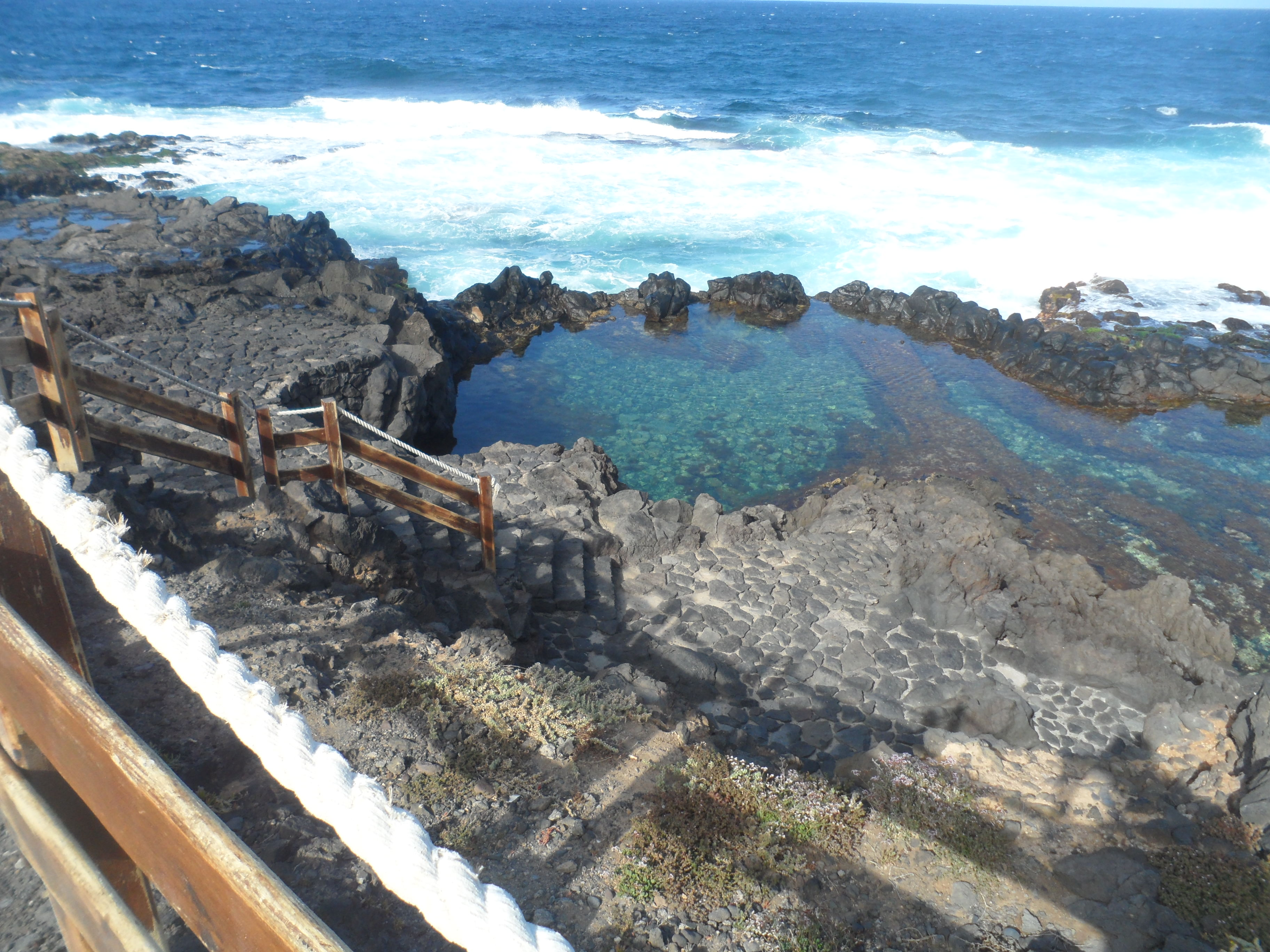
Charco Los Chochos.